# Łukasz Chyła
Łukasz Chyła (né le 31 mars 1981 à Dziemiany) est un athlète polonais, spécialiste du sprint. Il mesure 1,87 m pour 87 kg. Son club est le SKLA Sopot.

## Meilleures performances
- 60 m en salle : 6 s 56 	2 	Chemnitz 25 février 2005
- 100 m : 10 s 20 	 (0,7) 	1rA 	Varsovie	13 Jun 2004
- 200 m : 20 s 75 	 (0,0) 	2	Königs Wusterhausen	10 Sep 2004

## Palmarès

### Championnats du monde d'athlétisme
- Championnats du monde d'athlétisme de 2007 à Osaka ( Japon)
  - abandon en finale du relais 4 × 100 m

### Championnats d'Europe d'athlétisme
- Championnats d'Europe d'athlétisme de 2006 à Göteborg ( Suède)
  -  Médaille d'argent en relais 4 × 100 m

### Coupe d'Europe des nations d'athlétisme
- 100 mètres en Coupe d'Europe en 2004 : 1er en 10 s 42.